# 辻芳樹
辻 芳樹（つじ よしき、1964年10月 - ）は、学校法人辻料理学館理事長・辻調理師専門学校校長。辻調グループ代表。一般社団法人全日本・食学会理事。

## 略歴
1964年に大阪府大阪市阿倍野区で生まれる。幼稚園の頃から、父の辻静雄に美食学の英才教育を受ける。小学4年生まで大阪市立常盤小学校に通い、5年生の時に暁星小学校へ編入した。11歳でイギリスに渡り、12歳でスコットランドのエディンバラのフェティス校に留学。同校は規律や自主性を重んじる名門パブリックスクールで、差別やいじめに喧嘩で反抗しながら、身体を鍛え、ラグビー一軍選手やアジア人初の寮長に選ばれるに至った。静雄から「イギリスに行くか」と尋ねられた時、家族旅行のことだと誤解して喜んでいたが、島流しされたようなものと回想している。
アメリカ合衆国のロングアイランド大学を卒業（美術史を専攻）、スコットランドのエディンバラ大学大学院を中退。投資信託ドレイファスコーポレーションに勤務し、1991年、27歳の時に帰国。旧大和銀総合研究所勤務を経て、早世した父の跡を継ぎ、1993年に辻調理師専門学校校長、辻調グループ代表に就任する。当時29歳だった芳樹は、ほとんどが自分より年上の職員に遠慮して「最初の5年間は何もしない」と宣言してしまったため、グループに派閥ができ、優秀な人材が去る弊害が起きた。これを反省し、英国仕込みの自主性を重視して学ぶ意欲を引き出す教育に舵を切った。
ヨーロッパ、アメリカの食の最前線を調査研究し、その成果をプロの料理人育成に生かしている。
2000年の主要国首脳会議（九州・沖縄サミット）にて首脳晩餐会料理監修。2004年に内閣官房長官知的財産戦略本部コンテンツ専門調査委員に就任。
2010年にアメリカで開催された国際料理会議“Worlds of Flavor International Conference & Festival（WOF）”では組織委員を務め、「日本料理における多様性〜伝統と革新〜」について基調講演を行った。
2013年に開催された料理人発掘コンペティション「RED(RYORININ's EMERGING DREAM) U-35」で審査委員長を務めた。「RED U-35」では続く2014年でも審査委員長を務め、2015年～2018年では審査委員を務めた。
2018年、フランス政府国家功労勲章シュヴァリエを受章。
2019年、大阪で開かれたG20では、首脳夕食会でエグゼクティヴ・プロデューサーを務めた。
その他にも日本料理アカデミー西日本代表理事や食文化推進懇談会委員、クールジャパン・アンバサダー などを務め、日本の食文化の海外発信にも積極的に取り組んでいる。

## 人物
妻の辻（旧姓：松岡）敏子は松岡功と千波静の娘で、弟に松岡宏泰と松岡修造がいる。

## 家族
- 父：辻静雄（辻調グループ校の創設者）
- 長男：辻雄康（ラグビー選手）
- 岳父：松岡功（元東宝代表取締役会長、フジテレビ取締役）
- 義弟：松岡宏泰（実業家：東宝東和取締役会長、東宝代表取締役社長）
- 義弟：松岡修造（タレント、元プロテニスプレーヤー）

## テレビ出演
- 日経スペシャル カンブリア宮殿 食を支える13万人！本物が、本物の人材を作る！（2014年8月21日、テレビ東京）[9]

## 著書
- 『美食進化論』（共著者:木村結子）（2002年4月1日、晶文社）ISBN 9784794965264
- 『料理の仕事がしたい』（編著:辻芳樹）（2006年8月21日、岩波書店 岩波ジュニア新書）ISBN 9784005005437
- 『美食のテクノロジー』（2008年1月30日、文藝春秋）ISBN 9784163694603 - アラン・デュカス、ミシェル・ブラスら6人のトップ・シェフに美食のすべてを現地取材。
- 『和食の知られざる世界』（2013年12月14日、新潮社 新潮新書）ISBN 9784106105500
- 『辻調 感動和食の味わい種明かし帖』（監修:辻芳樹）（2015年4月1日、小学館）ISBN 9784093883887 - 図版解説
- 『すごい！ 日本の食の底力 新しい料理人像を訪ねて』（2015年4月16日、光文社 光文社新書）ISBN 9784334038533